# Clusia oblanceolata
Clusia oblanceolata là một loài thực vật có hoa trong họ Bứa. Loài này được Rusby mô tả khoa học đầu tiên năm 1920.